# Begin Again
«Begin Again» (укр. «Почати знову») — пісня, написана американською кантрі й попспівачкою та авторкою пісень Тейлор Свіфт для її четвертого студійного альбому Red. Пісня спродюсована самою виконавицею, Данном Хаффом і Нейтаном Чапманом. Композиція спочатку була випущена 25 вересня 2012 року, як промосингл, лейблом Big Machine. Пізніше пісня стала другим повноцінним синглом з альбому.
«Begin Again» отримала схвалення музичних критиків, багато з яких позитивно відзначили повернення Свіфт до коріння музики кантрі, що зробило її популярною виконавицею. Текст пісні описує ситуацію, коли людина закохується знову, переживши тяжке розставання з попереднім партнером. Композиція отримала комерційний успіх в чартах і досягла сьомого місця в Billboard Hot 100 і четвертого в Canadian Hot 100. Сингл також потрапив у чарти Великої Британії, Нової Зеландії, Ірландії, Іспанії, Австралії та інших країн.

## Музичне відео
Зйомки відеокліпу «Begin Again» почалися 30 вересня 2012 року в Парижі. Режисером виступив Філіп Ендлмен, який раніше зняв для Тейлор кліп на пісню «Safe & Sound». Офіційне відео було опубліковано на акаунті співачки, на каналі VEVO 23 жовтня 2012 року, через два дні після релізу альбому Red. Свіфт описала пісню, як «зізнання любові до Парижу». Вона розповіла про зйомки й зазначала: «В ньому просто зображено місто та історія героїні, яка шукає і знаходить себе».
Відео починається з кадрів, у яких Свіфт стоїть на мосту, вдивляючись у туман, що стелиться над водою і згадує минулу любов. Після вона прогулюється містом в червоній сукні й сидить на березі озера. Ці сцени у відео порівнювали з кліпом «Someone like You» британської співачки Адель та з кліпом самої Свіфт на пісню «Back to December», зазначивши, що новий кліп більш позитивний. У Entertainment Weekly відео назвали «ще однією класичною та милою історією Свіфт».
Станом на березень 2024 року музичне відео мало 204 мільйони переглядів на відеохостингу YouTube.

## Чарти
| Чарт (2012)                                | Найвища позиція |
| ------------------------------------------ | --------------- |
| ARIA                                       | 20              |
| Canadian Hot 100                           | 4               |
| IRMA                                       | 25              |
| Recorded Music NZ                          | 11              |
| PROMUSICAE                                 | 35              |
| UK Singles Chart (Official Charts Company) | 30              |
| Billboard Hot 100                          | 7               |
| Hot Country Songs (Billboard)              | 10              |
| Country Airplay (Billboard)                | 3               |
| Digital Songs (Billboard)                  | 1               |

| Чарт (2012)                      | Позиція |
| -------------------------------- | ------- |
| US Country Songs (Billboard)     | 100     |
| Чарт (2013)                      | Позиція |
| US Country Airplay (Billboard)   | 48      |
| US Hot Country Songs (Billboard) | 57      |

## Сертифікації
| Країна                | Сертифікація | Продажі    |
| --------------------- | ------------ | ---------- |
| Канада (Music Canada) | Золотий      | 40,000^    |
| США (RIAA)            | Платиновий   | 1 000 000* |